# Alexandre Lincestes
Alexandre Lincestes (en llatí Alexander, en grec antic Αλέξανδρος) fou un macedoni del districte de Lincestis, fill d'Aeropos, contemporani de Filip III Arrideu i d'Alexandre el Gran.
Juntament amb els seus dos germans Heròmenes i Arrabeu van participar en l'assassinat de Filip el 336 aC. Alexandre va ordenar la mort de tots els implicats en l'assassinat del seu pare, però Alexandre Lincestes va ser perdonat perquè va ser el primer a reconèixer com a rei a Alexandre, segons Flavi Arrià. Alexandre el Gran no sols el va perdonar, sinó que es va fer amic seu i li va concedir honors incloent el comandament d'un exèrcit a Tràcia i més tard el comandament de la cavalleria de Tessàlia.
Va acompanyar amb aquest càrrec a Alexandre cap a Pèrsia. El 334 aC quan Alexandre era a Faselis, es va assabentar que Lincestes mantenia correspondència secreta amb Darios III de Pèrsia que oferia una gran quantitat de diners pel cap del rei macedoni; el missatger que portava les cartes va ser capturat per Parmenió i portat al rei. Alexandre, per por de provocar alguna hostilitat al regent Antípater, la filla del qual era la dona de Lincestes, no el va fer matar sinó que li va treure el comandament de la cavalleria i el va posar en custodia i així va restar tres anys seguit a l'exercit, fins al 330 aC, quan va ser executat Filotes per un crim similar, els macedonis van exigir que Lincestes fos castigat igualment. Alexandre va accedir i Lincestes va ser portat a Alexandria Proftàsia, la capital de Drangiana, i executat, segons Quint Curci Ruf i Diodor de Sicília. Se suposa que Lincestes volia recuperar el tron de Macedònia que va pertànyer als Lincestes abans d'Amintes III de Macedònia i que per això va conspirar amb Darios.